# Cannon Ball
Cannon Ball ist eine US-amerikanische Siedlung in Sioux County, North Dakota. Cannon Ball ist keine Gemeinde im Sinne des amerikanischen Rechts, sondern ein Census-designated place ein 'Zu Statistikzwecken definiertes Siedlungsgebiet'. Cannon Ball stellt einen Repräsentanten im Tribal Council des Standing Rock Sioux Tribe, der Regierung von Standing Rock. Bei den letzten Wahlen wurde Cody Two Bears als Repräsentant des Bezirks gewählt. Eines der beiden Spiel Casinos des Stammes befindet sich in Cannon Ball, das Prairie Knights Casino & Resort. Das Casino ist der größte Arbeitgeber des Bezirks.
Die Bevölkerung betrug, nach einer Volkszählung 2010, 875 Einwohner. Cannon Ball ist Teil des  Standing Rock Indianerreservats und wird fast ausschließlich von Sioux-Indianern des Stammes der Dakota und Lakota bewohnt. Weltweit bekannt wurde Cannon Ball durch die Proteste gegen die Dakota Access Pipeline. Die Route der Pipeline verläuft nur wenige Kilometer nördlich der Siedlung auf dem Gebiet von Morton County. Im Jahre 2016 wurden mehrere Protestlager auf dem Siedlungsgebiet errichtet. Im Februar 2017 wurden die Protestlager auf Druck der Bezirksverwaltung von Cannon Ball wieder aufgelöst. Einer der Gründe war das Spiel Casino, da die Protestierenden eine Brücke über den Cannon Ball River blockierten und Besucher aus  Bismarck (Hauptstadt von North Dakota) große Umwege in Kauf nehmen mussten, und dies zu einem Rückgang der Besucherzahlen führte.